# Jarges

Jarges is een uit Staveren afkomstige familie waarvan een lid in 1814 tot de Nederlandse adel van het koninkrijk ging behoren.

## Geschiedenis
De stamreeks begint met Jarich Coppens, die van 1388 tot 1412 burgemeester van Groningen was en tussen 1413 en 1415 overleed. Zijn zoon Coppen Jarges (†1420) was eveneens burgemeester van Groningen, van 1403 tot 1414. Nazaat Eiso Jarges (1546-1584) ondertekende namens de Ommelanden mede de Unie van Utrecht in 1579. Bij Souverein Besluit van 28 augustus 1814 werd mr. Joost Jarges (1760-1845) benoemd in de ridderschap van Groningen en daarmee lid van de Nederlandse adel; hij bleef ongehuwd zodat met hem het 'adellijke geslacht' in 1845 uitstierf.

## Enkele telgen
Dr. Evert Jarges (†17 Juli 1535), pastoor van de Martinkerk (Sint-Maartenskerk) te Groningen, was getrouwd met Ide Sickinghe
Gijsbert Herman Jarges (1692-1744), ritmeester, commandant van Delfzijl
- Coppen Jarges (1727-1792), officier in Statendienst, laatstelijk generaal-majoor
  - Jhr. mr. Joost Jarges (1760-1845), lid van de Tweede Kamer en van de Eerste Kamer